# Argyrotaenia velutinana
Argyrotaenia velutinana es una especie de polilla del género Argyrotaenia, tribu Argyrotaenia, familia Tortricidae. Fue descrita científicamente por Walker en 1863.
La envergadura es de unos 13-20 milímetros. Se distribuye por América del Norte: Estados Unidos.